# Galoppsport

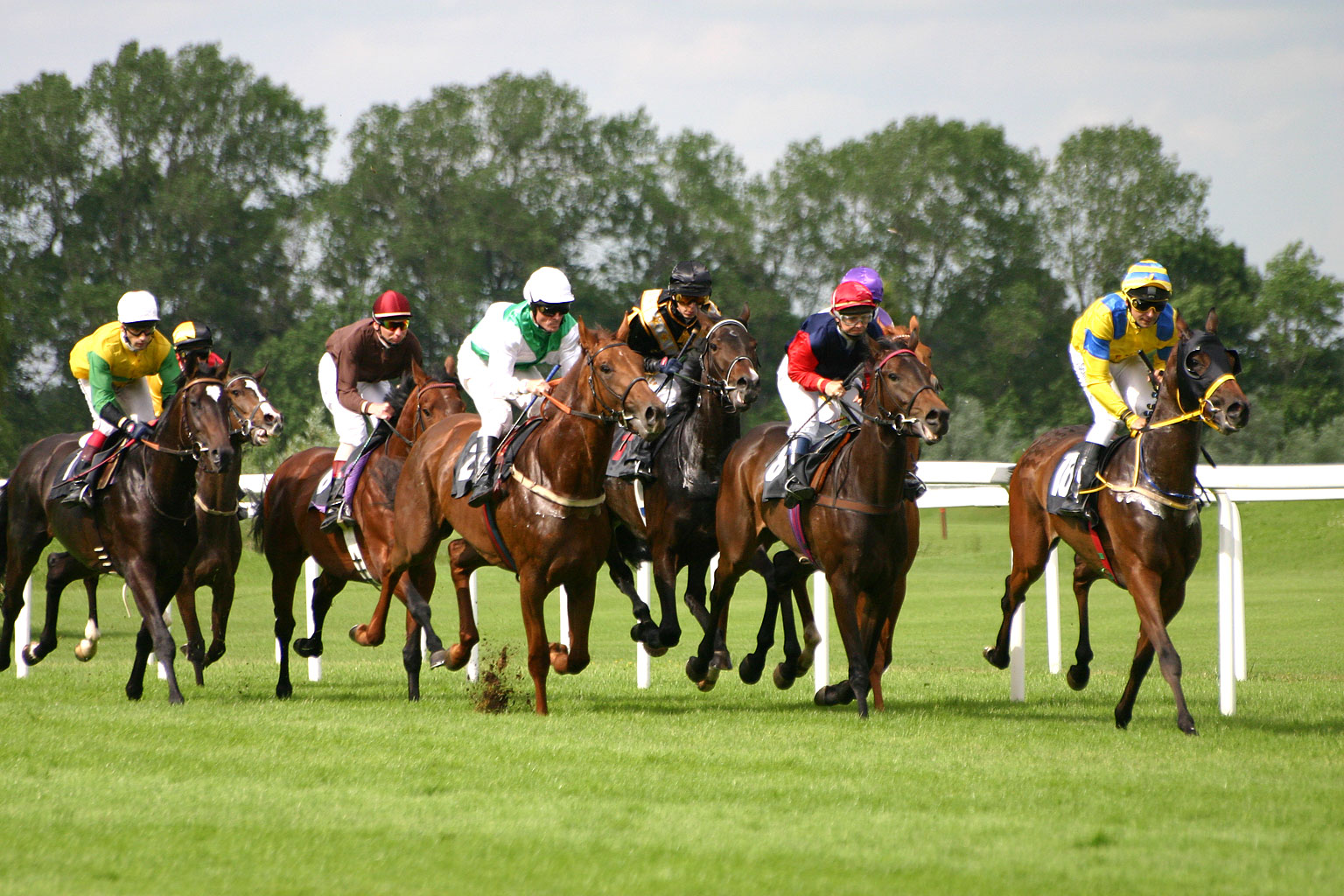
Engelska fullblod

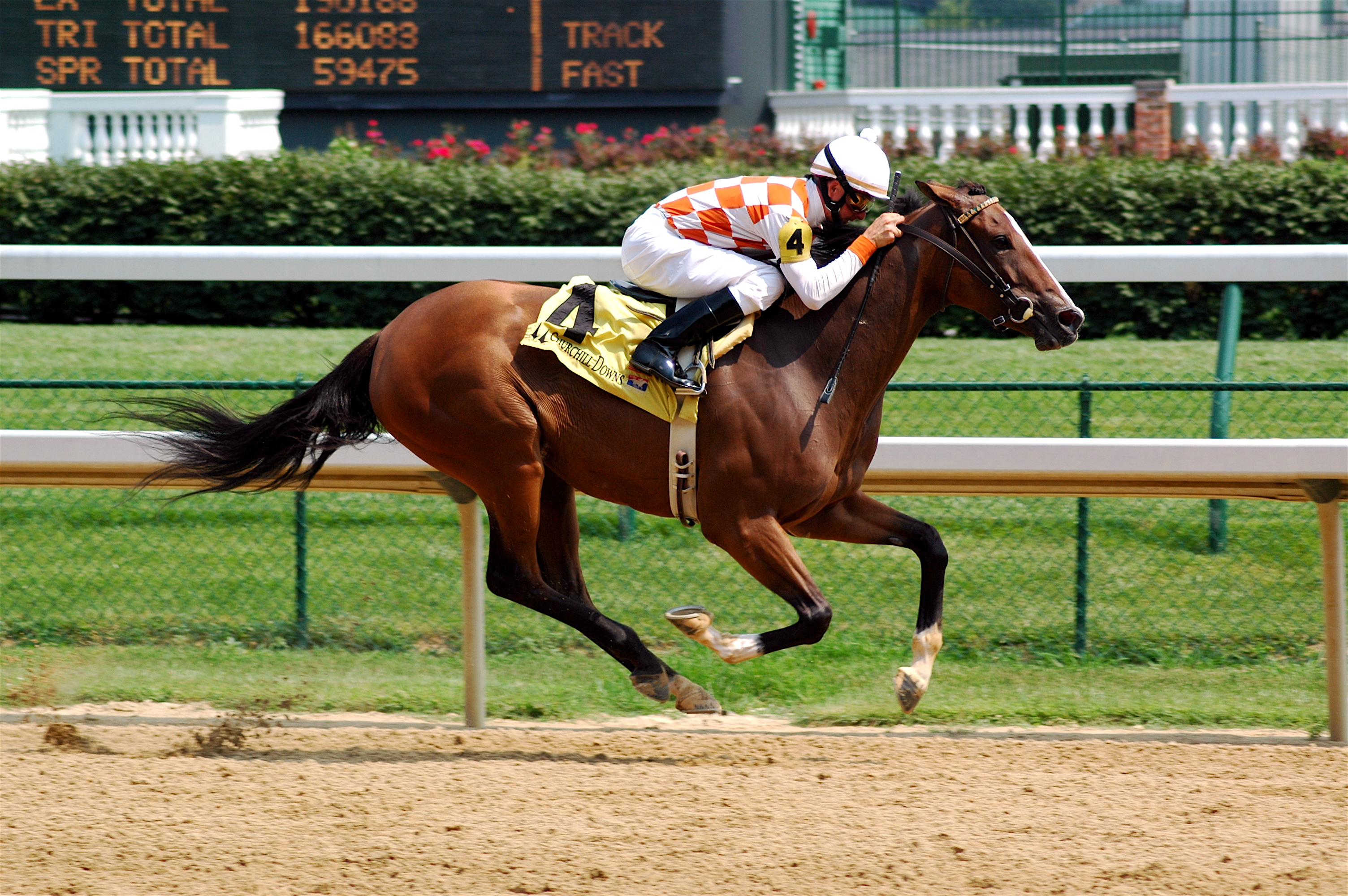
Galoppsport i Churchill Downs i Kentucky, USA

Galoppsport är en typ av hästsport där hästar galopperar ikapp på en oval bana, ridna av små lätta ryttare, så kallade jockeys.
Tävlingarna kan ske antingen som slätlopp på gräs- eller sandbana eller på bana med hinder, men kallas då oftast steeplechase. De tuffaste löpen anses vara de amerikanska Triple Crown som löps i USA. För att vinna segertiteln Triple Crown måste ett ekipage vinna alla de tre tuffa loppen "Kentucky Derby", "Preakness Stakes" och "Belmont Stakes" 
Galopp utövas i Sverige på Jägersro, Bro Park, Göteborg Galopp och Strömsholm. Det engelska fullblodet är den absolut främsta galopphästen och löpning med fullblod kallas ofta "Kungarnas sport". För mindre hästar anordnas tävlingar i ponnygalopp.

## Historia
Att kapplöpa med hästar har varit en mycket vanlig företeelse ända sedan hästen domesticerades för ca 6000 år sedan. Redan under Romarrikets storhetstid kapplöpte man med hästar och häststridsvagnar och i Asien var det mycket vanligt att man tävlade med de uthålliga ökenhästarna. Den moderna galoppsporten har sitt säte i Storbritannien där man började organisera dessa tävlingar under 1600-talet. Under slutet av 1600-talet och början av 1700-talet avlade man även fram de engelska fullbloden som än idag räknas som världens snabbaste hästar. 
Man tror att de första kapplöpningarna i Storbritannien skedde så tidigt som runt år 200 f.Kr och anordnades mellan de romerska soldaterna i Yorkshire. De första dokumenterade löpen skedde dock utanför London över 1000 år senare. Detta lopp skedde år 1174 på en hästmarknad. Redan år 1512 gavs troféer till vinnaren på en officiell kapplöpning vid en marknad i Chester. Trofén var då en liten träboll som dekorerats med blommor. 
De moderna organiserade kapplöpningarna har sina rötter i Newmarket i England och introducerades till byn av den engelska kungen Jakob I efter att han upptäckte byn under en ridtur år 1605. Efter kungens död år 1625 hade man börjat hålla årliga kapplöpningar under våren och hösten och redan 1634 reds den första Gold Cup.
1654 förbjöds galoppsporten i Storbritannien av statsregenten Oliver Cromwell, efter att han hade avsatt kungen från hans tron. Många galopphästar dödades av myndigheterna. Kapplöpningar blev inte tillåtna förrän tio år efter när kung Charles II upphävde förbudet år 1664. 
Efter den här tiden följde en tid med kolonisering av Amerika, Afrika och Asien och galoppsporten spreds såvida med den. Galoppsporten är absolut störst i USA och även i Japan men anordnas idag över hela världen. 

### Galoppsporten i Sverige
Galoppsporten blev populär under början av 1800-talet i Sverige och de första ända löpen skedde 1810 på Exercisfältet i Göteborg, där de hade arrangerats av engelsmannen Mr Hebdon. Tävlingen anordnades främst för att fira kronprinsparets besök i Sverige och löpen skedde framför hela 10 000 åskådare. Några få tävlingar anordnades runt om i Sverige men fick aldrig den populära status som i Storbritannien. Först 1867 bildades Allmänna svenska kapplöpningssällskapet och började regelbundet anordna tävlingar i Stockholm, Göteborg och Helsingborg. Galopptävlingarna ökade då något i popularitet och svenska kapplöpningssällskapet fick hela 300 nya medlemmar år 1867 och två år senare hade antalet stigit till 457 medlemmar. Det första professionella träningsstallet öppnade 1870 i Helsingborg av tysken Ludwig Lienow under initiativ från greve Carl Gustaf Otto Kristian Wrangel. Greve Wrangel blev även sekreterare i kapplöpningssällskapet samma år och gav även ut en handbok om hästskötsel som han kallade "Handbok för hästvänner" och mellan 1868 och 1878 gav han ut en tidning under namnet "Tidning för hästvänner", Två stuterier för galopphästar öppnades även i Jönköping detta år. 
Under 1880-talet skulle galoppsporten möta sitt första nederlag då Svenska kapplöpningssällskapet lade ner sin verksamhet på grund av för dålig ekonomi. Tävlingarna var nu inte lika organiserade men anordnades fortfarande. Intresset för sporten ökade något när Ridskolan Strömsholm införde löpningsridning på sitt program år 1887 och började anordna tävlingar och utbilda jockeys. Jockeyklubben startades 1890 med kronprins Gustaf V som ordförande, men man stödde då i huvudsak hinderlöpningar, så kallade steeplechase-lopp. 1893 skulle bli den vändpunkt som galoppsporten behövde för att intresset för sporten skulle öka i och med att vadslagning med totalisator blev tillåtet. Stockholms kapplöpningskommitté öppnade året efter en ny bana vid Lindarängen i Stockholm. Öppningsceremonin blev en succé med publikintäkter som lugnt täckte de utgifter man hade haft. Men redan 1896 sågs ett bortfall av intresse efter att vadslagningsspelen blev förbjudna återigen. 
Under slutet av 1800-talet och början av 1900-talet bestod de flesta tävlingar av hinderlöp och oftast ridna av amatörer. År 1900 bildades Stockholms kapplöpningssällskap för att främja sporten och öka intresset för den även om vadslagningen var förbjuden. De blev även tävlingsarrangörer i Stockholm. Den 14 juli 1907 öppnades Jägersrobanan efter ett initiativ av översten Bror Cederström som tillsammans med C.L. Müller stiftade "AB Skånes galopp- och travbana". Första loppet på Jägersro vanns av greven Clarence von Rosen på sin egen häst Tea Cup. Men 1916 drabbades Jägersro av ekonomiska problem och alla aktier i AB Skånes galopp- och travbana togs över av Skånska Fältrittsklubben. Året därpå höll man det första professionella loppet på Jägersro och 1918 höll man det första svenska derbyt som sedan dess anordnats varje år. 1923 upphävdes totalisatorförbudet igen och det blev tillåtet att slå vad på hästkapplöpningar igen. Detta skulle återigen leda till ett ökat intresse för sporten bland folket.
1959 bildades Svenska Galoppsportens Centralförbund och ersätter då Jockeyklubben som sportens främsta organ, och de bytte namn till Svenska Galoppförbundet år 2001. Namnet byttes sedan igen till Svensk Galopp så sent som år 2004.

## Raser
Engelskt fullblod är den ras man oftast menar när man talar om galopphästar men sedan 1970 får även arabiska fullblod tävla i Sverige (se arabgalopp). Arabiska fullblod och engelska fullblod tävlar dock aldrig mot varandra. I USA är förekommer även den prickiga Appaloosan som galopphäst. Appalosan tävlar i samma lopp som de engelska fullbloden, men den förekommer inte så ofta och är inte i närheten lika snabba som fullbloden. I Asien har man i flera tusen år tävlat med både arabiska fullblod och andra ökenhästar till exempel Achaltekeer-hästar.
På stäpperna i centrala Asien använder man sig fortfarande mycket av sina gamla inhemska ökenraser, medan man i Nadaam i Mongoliet ofta tävlar i långa distanslopp på upp mot 65 km, men då på de mycket primitiva och små mongoliska ponnyerna. 

## Åldrar
- Engelska fullblod får börja tävla när de är två år.
- Arabiska fullblod får tävla från det år de fyller tre.

## Tävlingar
I huvudsak arrangeras två olika typer av löpningar, åldersviktslöpningar och handicaplöpningar. För att få tävla i vanliga lopp måste hästen först kvalificera sig. Den ska visa att den klarar att gå in i en startbox, stå stilla i den och springa rakt ut ur den. Den måste också klara att springa en viss tid på en fastställd distans, för ett arabiskt fullblod är kvaltiden till exempel 1.16,0 på 1.000 meter.
Varje år anordnas fem klassiska löp i Sverige: Dianalöpning, Jockeyklubbens jubileumslöpning, Svenskt Oaks, Svenskt Derby och Svenskt St Leger. I dessa lopp deltar endast treåriga hästar. Andra stora löpningar är Pramms Memorial, Stockholms Stora Pris, Stockholm Cup och Svenskt Grand National.  
Utanför Sverige brukar den mest ärorika vinsten vara Triple Crown som man får om man vinner tre utvalda lopp. De mest berömda Triple Crown-löpen anordnas i USA där ekipaget måste vinna Belmont Stakes, Preakness Stakes och det mycket tuffa Kentucky Derby. I Storbritanniens Triple Crown ingår "2000 Guineas Stakes" i Newmarket, "Epsom Derby" i Epsom och "St Leger Stakes" i Doncaster. Triple Crown finns även i Kanada, Irland, Japan, Kina och Uruguay.  
Även löp över hinder, oftast breda häckar, anordnas och kallas då Steeplechase, där de två största löpen är Grand National i Aintree, England, samt Pardubice i Tjeckien där man även tävlar med de ärofyllda, "gyllene" Kinskyhästarna. 

## Kända galopphästar
- Man o' War
- Eclipse
- Ruffian
- Seabiscuit
- Secretariat
- Tom Fool